# Shōnai-dōri (métro de Nagoya)
Shōnai-dōri (庄内通駅, Shōnai-dōri-eki) est une station du métro de Nagoya sur la ligne Tsurumai dans l'arrondissement de Nishi à Nagoya.

## Situation sur le réseau
La station Shōnai-dōri est située au point kilométrique (PK) 2,7 de la ligne Tsurumai.

## Histoire
La station a été inaugurée le 6 septembre 1984.

## Services aux voyageurs

### Accès et accueil
La station est ouverte tous les jours.

### Desserte

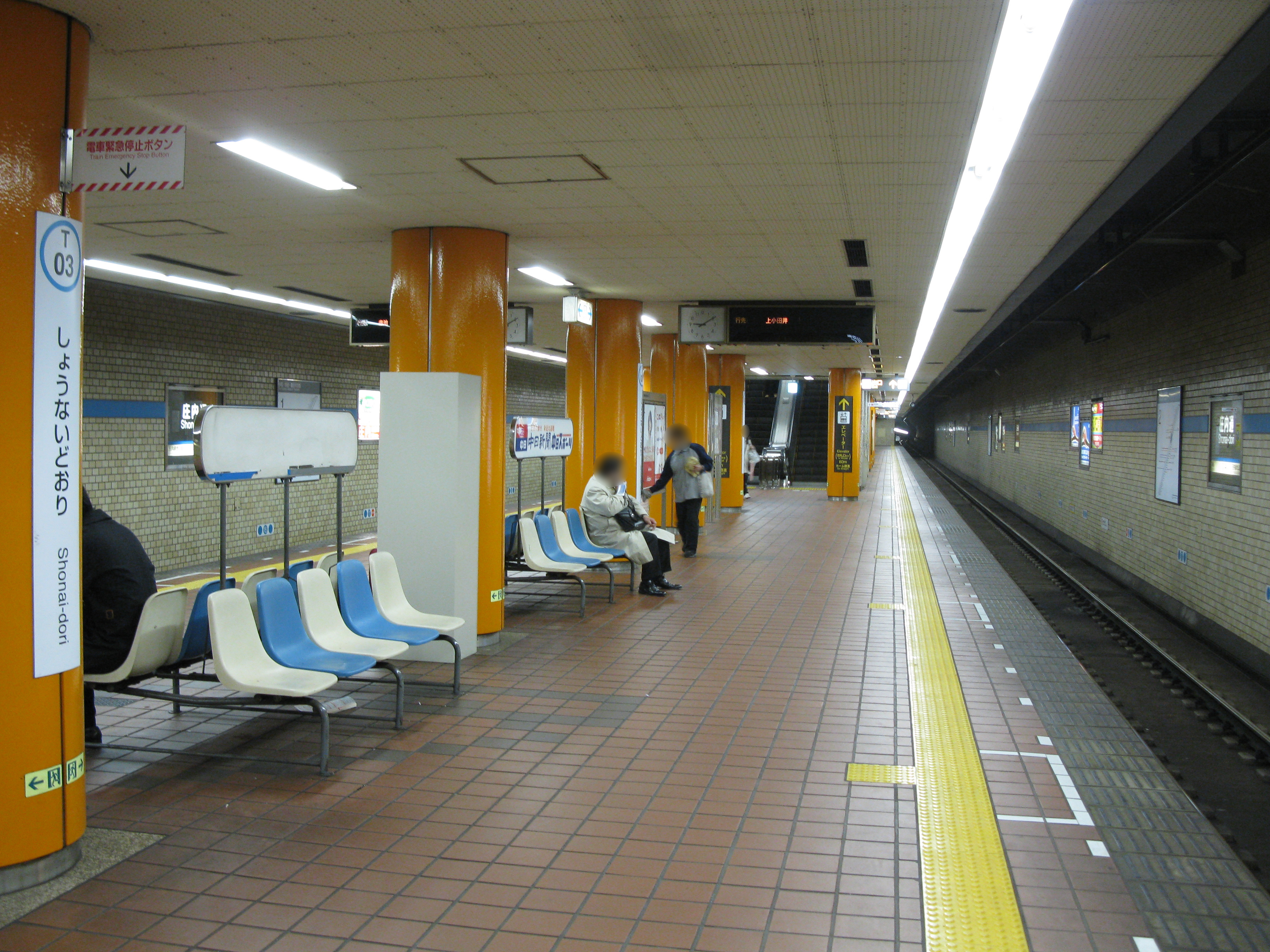
Vue du quai

- Ligne Tsurumai :
  - voie 1 : direction Akaike
  - voie 2 : direction Kami-Otai